# Урядов, Иван Иванович
Иван Иванович Урядов (1893—1962) — народный художник Башкирской АССР, активный участник и организатор художественной жизни республики.

## Биография
Иван Иванович Урядов родился в 1893 году в г. Сызрани. В 1914 году он окончил художественную школу в г. Казани.
После окончания учёбы он с 1917 по 1926 годы преподавал изобразительное искусство в классической учительской семинарии в Оренбурге, был учителем рисования и декоративного искусства в мастерской при политотделе Приволжского военного округа в г. Самаре, декоратором Пролетарского театра и руководителем студии ИЗОискусства пролеткульта в Сызрани. С 1929 года постоянно жил и работал в г. Уфе.
Преподавал с 1926 по 1950 гг. в Уфимском техникуме искусств (впоследствии — театрально-художественное училище, а с 1954 г. — училище искусств). Позже вошёл в группу созданного в Уфе отделения АХРа (Ассоциации художников России). Написал около 400 произведений. С 40-х годов художник работал в жанре пейзажа и натюрморта, в которых воплотилась поэтическая направленность его творчества.
В 1942—1943 годах он написал очень большую картину «Переправа Чапаевской дивизии…», которая по сюжету своему как бы перекликалась с военной жизнью страны. Картина в точности повторяла его работу 1938 г. Позже картина была передана в Стерлитамакский театр, затем в Русский театр драмы (находился он тогда на ул. Гоголя, где сейчас находится Башкирская государственная филармония), а там погибла якобы «от взрыва котла». Осталась только работа 1938 года и этюды к картине.
Был активным участником и организатором художественной жизни Башкирской АССР, одним из первых председателей правления Башкирского отделения Союза художников СССР (1940—1941, 1944—1945 гг.).
Член Союза художников СССР с 1937 года. Заслуженный деятель искусств Башкирской АССР, 1940. Народный художник Башкирской АССР, 1955.
Умер в 1962 году в Уфе.
Работы хранятся в коллекции Башкирском государственном художественном музее им. М. В. Нестерова, а также в частных собраниях.

## Основные работы
На реке Белой, х. м., 1931. Асфальтировка улицы, х. м., 1932. Подготовка кадров, х. м., 1932. Тубинский рудник, х. м., 1934. Перед дождем, х. м., 1934. Пасмурный день, х. м., 1935. Девушка-башкирка, бум. кар., 1941. Нефтекачка, х. м., 1941. На берегу, х. м., 1942. Лысая гора, Жигули, бум. кар., 1944.
Переправа Чапаевской дивизии через р. Белую у Красного Яра, х. м., 1938—1944. Сумерки, х. м., 1945. Март, х. м., 1946. Серый день, х. м., 1948. Начало осени, х. м., 1949. Осенний день, х. м., 1950—1951. На реке, х. м., 1952—1953. Лед прошел. х. м., 1955. Река стынет, х. м., 1955. Редкие гости, х. м., 1956. Первая борозда, х. м., 1957.
Графические листы из серии «По родным местам Башкирии» (б., уголь, 1954).

## Выставки
- Республиканские, Уфа, с 1926 по 1962 на всех.
- Декадная выставка произведений художников БАССР, Москва, 1955.
- Выставка произведений художников 3-х зон, посвященная 100-летию со дня рождения В. И. Ленина (посмертно), Москва, 1971.
- Декадная выставка произведений художников БАССР (посмертно), Москва, Ленинград, 1969.
- Выставка произведений художников автономных республик РСФСР (посмертно), Москва, 1971.
- Всесоюзная выставка акварели, Москва, 1939. Всероссийская выставка «Художники старшего поколения РСФСР», Москва, 1940.
- Межобластная художественная выставка, Казань, 1947. Персональная выставка работ, Уфа, 1939.
- Персональные выставки работ, Уфа, 1939, 1953.
- Персональная выставка работ (к 70-летию художника, посмертно), Уфа, 1963.

## Награды
- Два ордена Трудового Красного Знамени (1943, 1955).
- Народный художник Башкирской АССР
- Заслуженный деятель искусств Башкирской АССР